# Alcis catocirra
Alcis catocirra là một loài bướm đêm trong họ Geometridae.